# Постуа
Постуа (итал. Postua) је насеље у Италији у округу Верчели, региону Пијемонт.
Према процени из 2011. у насељу је живело 415 становника. Насеље се налази на надморској висини од 450 м.

## Становништво
Према резултатима пописа становништва 2011. у општини је живело 594 становника.
| 1931. | 1936. | 1951. | 1961. | 1971. | 1981. | 1991. | 2001. | 2011. |
| ----- | ----- | ----- | ----- | ----- | ----- | ----- | ----- | ----- |
| 733   | 699   | 648   | 651   | 567   | 571   | 559   | 594   | 594   |